# Amphitretus pelagicus
Amphitretus pelagicus is een soort in de taxonomische indeling van de inktvissen, een klasse dieren die tot de stam der weekdieren (Mollusca) behoort. De inktvis komt uit het geslacht Amphitretus en behoort tot de familie Amphitretidae. Amphitretus pelagicus werd in 1885 beschreven door Hoyle.

## Beschrijving
Deze soort heeft een glanzende huid en komt voor in de donkere diepten van de Caraïbische Zee.